# Dennis Goossens
Dennis Goossens (Lokeren, 16 december 1993) is een Belgisch voormalig turner gespecialiseerd in de ringen.

## Palmares
2013
- 39e EK Moskou 13.900 punten
- 12e WK Antwerpen 15.191 punten

2015
- 10e EK Montpellier 15.200 punten

2016
- 7e EK Bern 15.266 punten
- 8e Olympische Spelen Rio 14.933 punten

2017
- 5e World Cup Doha 14.500 punten
- 15e EK 14.233 punten

2018
- 7e World Cup Doha 14.133 punten
- 7e EK Glasgow 13.700 punten